# Pieter van Oort
Pieter van Oort (* 10. Oktober 1804 in Utrecht; † 2. September 1834 in Padang auf Sumatra) war ein niederländischer Maler und Forschungsreisender.

## Herkunft und Wirken
Als Sohn des niederländischen Malers Hendrik van Oort (1775–1847) in Utrecht geboren, erlernte er das Zeichnen sowie die Kunstmalerei von seinem Vater. Im Jahre 1825 wurde er ein Mitglied der Naturkunde-Kommission von Niederländisch-Indien (niederländisch: Natuurkundige Commissie voor Nederlands-Indië). Ein Jahr darauf segelte er zusammen mit den Naturforschern Heinrich Boie, Heinrich Christian Macklot und Salomon Müller nach Java, wo er die Mitglieder der Kommission auf ihren zahlreichen Expeditionen begleitete. Anfangs bereiste er den Westen der Insel Java (1826–1828), später die Inseln Ambon, Neuguinea, Timor (1828–1829) und letztendlich die Westküste von Sumatra (1833–1834), wo er in der Umgebung von Padang an Malaria starb. Eine andere Quelle gibt als Todestag den 24. September 1834 an. Als Todesursache wird ein Gallenfieber angegeben, an dem auch Heinrich Boie am 4. September 1827 verstarb. Möglicherweise eine Verwechselung, zumal das Ereignis bereits 30 Jahre zurücklag.

## Verdienste
Am 22. Juli 1831 bestieg er zusammen mit Macklot und dem Botaniker Pieter Willem Korthals den 2211 m hohen Vulkan Gunung Salak im Westen Javas. Korthals benannte ihm zu Ehren die Mistel Loranthus oortianus (Korthals, 1839).

## Werke
Pieter van Oort & Salomon Müller: Aanteekeningen gehouden op eene reize over een gedeelte van het eiland Java in den aanvang van het jaar 1833. In: Verhandelingen van het Bataviaasch Genootschap van Kunsten en Wetenschappen. Ter Lands Drukkerij, Batavia, 1836, 16: 83–156.

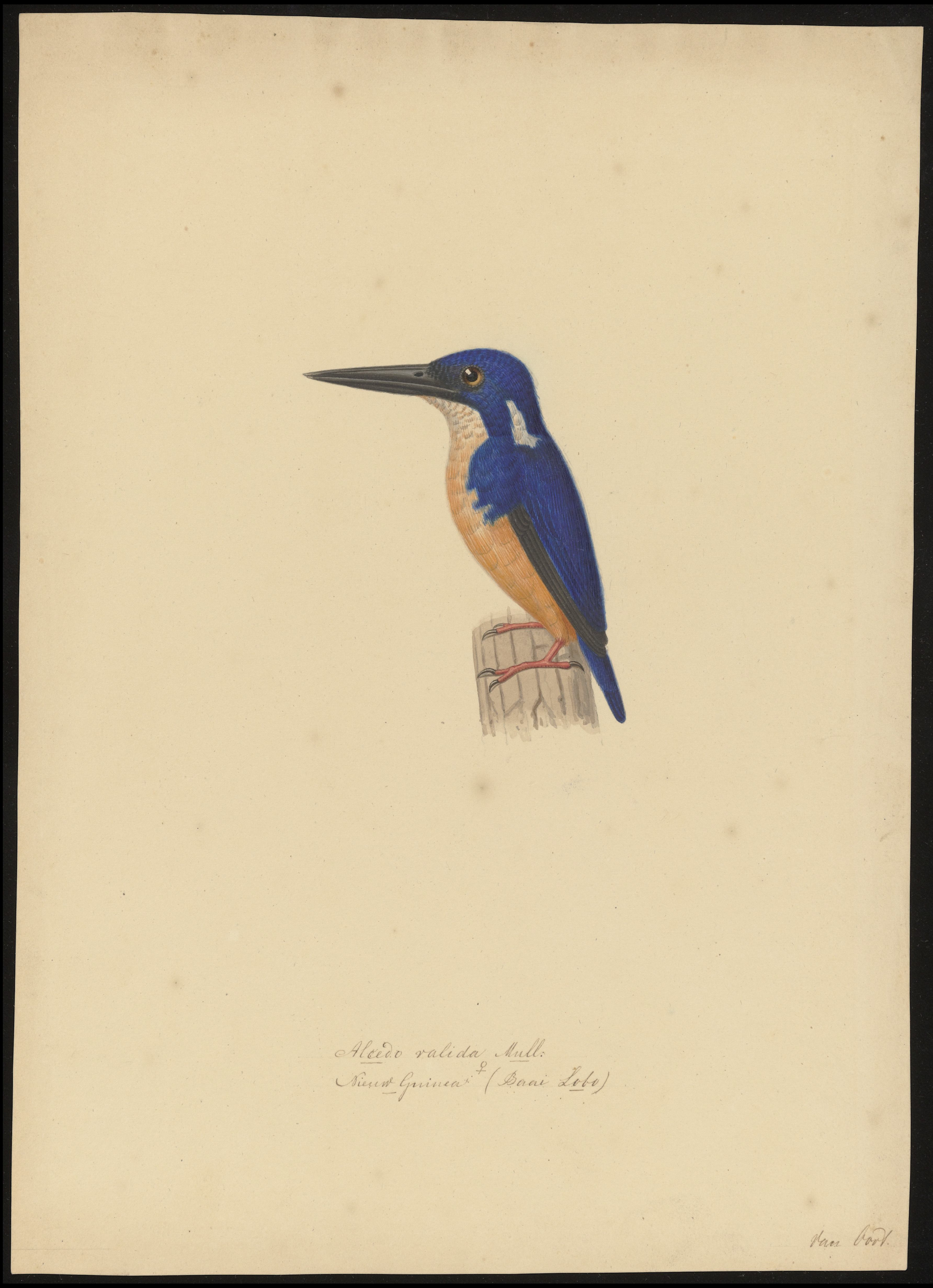
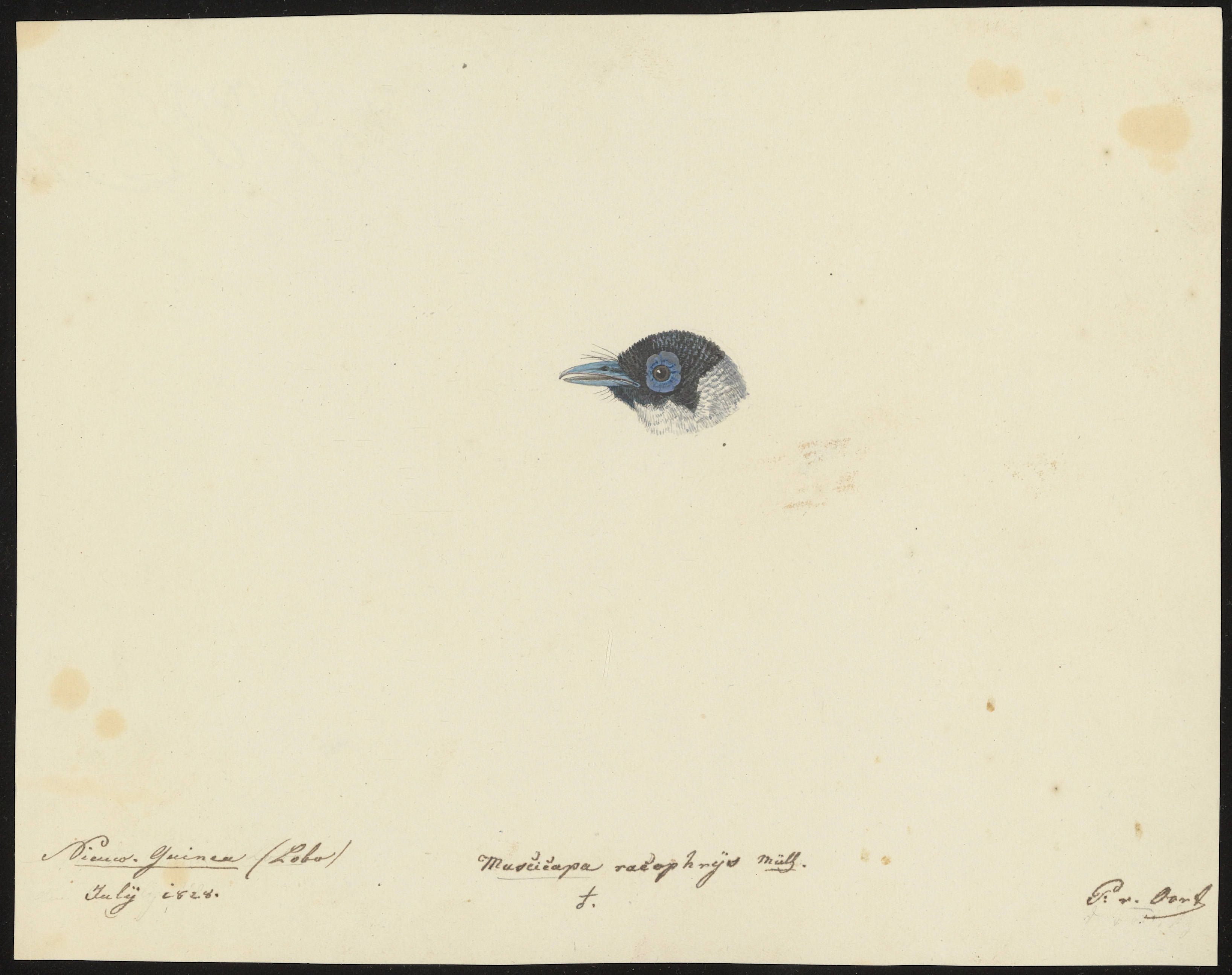
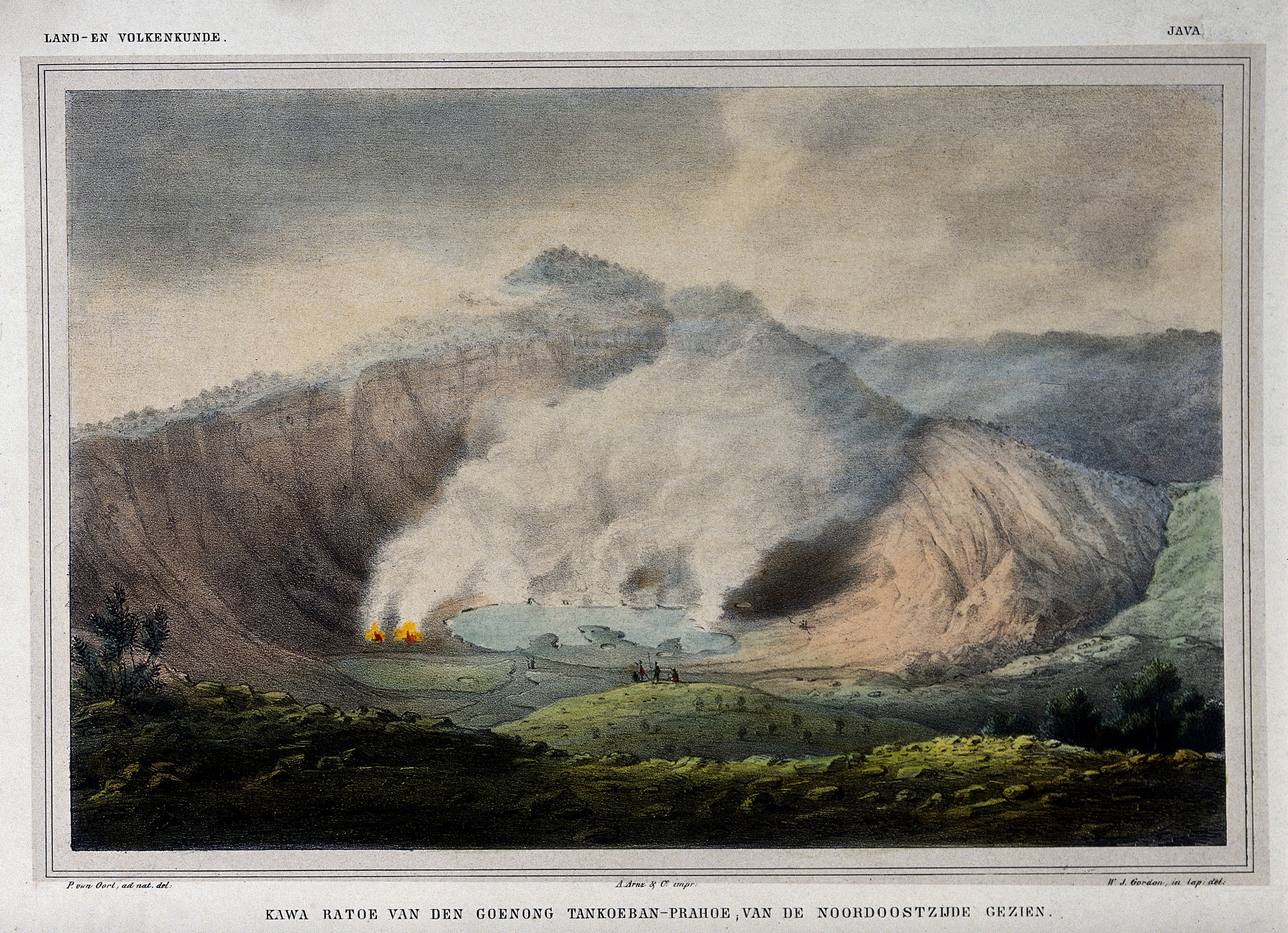
Der Vulkan Tangkuban Perahu